# Diamants sur canapé
Pour les articles homonymes, voir Breakfast at Tiffany's.
Pour le roman, voir Petit Déjeuner chez Tiffany.
Pour plus de détails, voir Fiche technique et Distribution.
Diamants sur canapé (titre original : Breakfast at Tiffany's) est un film américain réalisé par Blake Edwards, sorti en 1961, et adapté du roman de Truman Capote.
Le rôle de la naïve et fantasque Holly Golightly (dont la robe fourreau noire portée par l'actrice dans la séquence d'ouverture est devenue mythique) est considéré comme l'un des plus mémorables d'Audrey Hepburn. La chanson qu'elle interprète dans le film, Moon River, a valu au compositeur Henry Mancini et au parolier Johnny Mercer l'Oscar de la meilleure musique de film.

## Synopsis
Tôt un matin, un taxi jaune s'arrête devant la célèbre vitrine de Tiffany's à New York. Une jeune femme élégante, Holly Golightly, en sort et flâne devant la vitrine en prenant son petit déjeuner qu'elle a apporté dans son sac à main. Après avoir contemplé la vitrine tout en finissant son petit déjeuner, elle se met à rentrer tranquillement chez elle à pied. Plus tard, réveillée par l'arrivée d'un nouveau voisin, Paul Varjak, elle actionne le tire-suisse pour le faire entrer dans l'immeuble. Ils se mettent à bavarder pendant que Holly se prépare à sortir.
La carrière du jeune écrivain Paul Varjak s'enlise depuis longtemps (il n'a rien publié depuis plusieurs années) sans qu'il connaisse de soucis financiers grâce aux bons soins de sa riche maîtresse, une femme mariée connue sous le surnom « 2-E », numéro de la coquette garçonnière new-yorkaise qu'elle a louée pour lui et où il vient d'emménager.
Holly Golightly est une jeune femme sophistiquée qui vise un riche mariage et rêve de trouver une vocation et un foyer, se comparant à une SDF, semblable au chat de gouttière roux qu'elle a recueilli. En attendant, elle vit de ses charmes et organise des fêtes déchaînées dans son appartement, au grand dam de son voisin japonais et photographe, M. Yunioshi. Apparemment excentrique, voire calculatrice, elle est profondément angoissée (état qu'elle appelle « mean reds » en référence à l'expression « avoir le blues »), et nostalgique de son Texas natal qu'elle a pourtant fui. Elle souffre aussi de l'absence de son frère parti pour l'armée, « Fred », surnom qu'elle donne affectueusement à Paul sans vouloir reconnaître les sentiments amoureux qui naissent entre eux.
On découvre peu à peu son enfance misérable, son mariage annulé à cause de son jeune âge (14 ans) et sa détermination à trouver l'homme riche qui la mettra à l'abri du besoin et la protégera. Elle croit le trouver dans un Brésilien argenté, José da Silva Pereira, mais celui-ci s'avère trop soucieux de sa réputation et incapable de la comprendre : quand Holly, par naïveté, est impliquée dans un trafic de drogue, il s'enfuit à toutes jambes. Alors qu'elle s'apprête une fois de plus à courir après ses rêves en partant rejoindre José au Brésil, Paul, profondément épris d'elle, la met face à son destin : « No matter where you run you just end up running into yourself » (« Où que tu fuies, tu finis toujours par te retrouver face à toi-même »).

L'épilogue poétique de la chanson Moon River révèle la fin de l'histoire :
« We're after the same 
Rainbow's end, 
Waiting round the bend, 
My huckleberry friend 
Moon River and me. »
« Nous cherchons le même 
Bout d'arc-en-ciel, 
Attendant derrière la courbure, 
Mon ami Huckleberry 
Moon River et moi. »
Holly accepte enfin l'amour véritable que Paul lui porte, mettant un terme heureux à son errance angoissée. Le film finit avec Holly et Paul s'embrassant dans la pluie.

## Fiche technique
- Titre original : Breakfast at Tiffany's

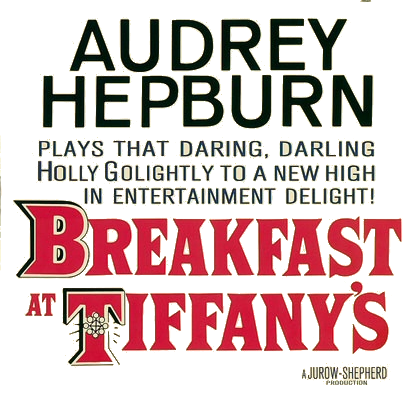
Logo officiel et accroche américaine.

- Titre français : Diamants sur canapé
- Réalisation : Blake Edwards
- Scénario : George Axelrod d'après le roman éponyme de Truman Capote
- Direction artistique : Roland Anderson (en), Hal Pereira
- Décors : Sam Comer, Ray Moyer
- Costumes : Edith Head ; Hubert de Givenchy (tenues d'Audrey Hepburn)
- Photographie : Franz F. Planer ; Philip H. Lathrop (non crédité)
- Montage : Howard A. Smith
- Musique : Henry Mancini
  - Moon River, paroles de Johnny Mercer et musique d'Henry Mancini, interprétée par Audrey Hepburn
- Production : Martin Jurow, Richard Shepherd
- Société de production : Jurow-Shepherd Productions
- Sociétés de distribution : Paramount Pictures
- Pays d'origine :  États-Unis
- Langue : anglais, portugais
- Budget : 2 500 000 $
- Version française réalisée par CIC ; direction artistique : Isy Pront, assisté de Maurice Dorléac ; adaptation : Maurice Griffe[réf. nécessaire]
- Format : couleurs (Technicolor) – 35 mm – 1,85:1[3],[4] – son monophonique
  - Édition DVD : recadrage 1,78:1 – son stéréo 5.1
- Genres : comédie romantique, comédie dramatique
- Dates de sortie : États-Unis, 5 octobre 1961 ; France, 17 janvier 1962
- Affiches : Robert McGinnis (États-Unis), Enzo Nistri (Italie)

## Distribution

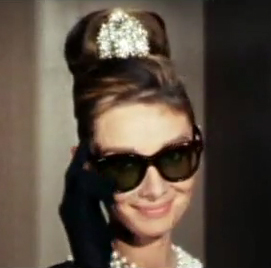
Holly Golightly (Audrey Hepburn).

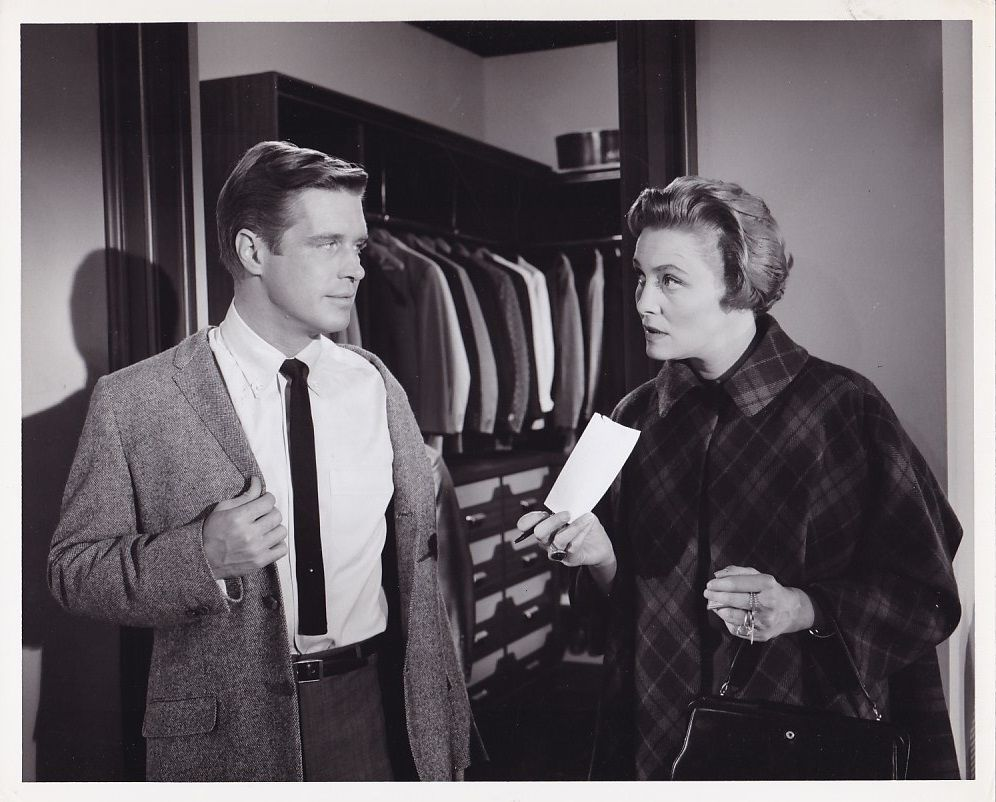
George Peppard et Patricia Neal dans une scène du film.

- Audrey Hepburn (VF : Jacqueline Porel) : Holly Golightly
- George Peppard (VF : Roland Ménard) : « Fred » Paul Varjak
- Patricia Neal (VF : Sylvie Deniau) : « 2-E » Mrs. Failenson
- Buddy Ebsen (VF : Georges Hubert) : Doc Golightly
- Martin Balsam (VF : Claude Péran) : O. J. Berman
- Mickey Rooney (VF : Alfred Pasquali) : monsieur Yunioshi
- José Luis de Vilallonga (VF : René Bériard) : José da Silva Pereira
- John McGiver (VF : Maurice Dorléac) : le vendeur de Tiffany
- Alan Reed (VF : Henry Djanik) : Sally Tomato
- Stanley Adams : Rusty Trawler
- Elvia Allman (VF : Marie Francey) : la bibliothécaire
- Claude Stroud (VF : Lucien Bryonne) : Sid Arbuck
- Orangey : « Chat »
- Richard Stapley (non crédité) : un invité de la fête

## Distinctions

### Récompenses
- Oscars 1962 :
  - Oscar de la meilleure chanson originale pour Moon River, paroles de Johnny Mercer et musique d'Henry Mancini
  - Oscar de la meilleure musique originale à Henry Mancini
- Patsy Award 1961 pour Orangey

### Nominations
- Oscars 1962 : Oscar de la meilleure actrice pour Audrey Hepburn

## Bande originale
La musique du film est composée et produite par Henry Mancini, les paroles de la chanson Moon River sont de Johnny Mercer. Les parties d'harmonica sont jouées par Eddy Manson. L'album original comprend les morceaux suivants :
- Moon River
- Something for Cat
- Sally's Tomato
- Mr. Yunioshi
- The Big Blow Out
- Hub Caps and Tail Lights
- Breakfast at Tiffany's
- Latin Golightly
- Holly
- Loose Caboose
- The Big Heist
- Moon River (Cha Cha)

En 2013, Intrada a publié la bande originale intégrale comprenant la bande-son du film et des inédits.
Liste des morceaux
1. Main Title (Moon River) - instr. (3:07)
2. Paul Meets Cat - instr. (1:24)
3. Sally’s Tomato - instr. (4:57)
4. The Big Blowout - instr. (1:05)
5. Poor Fred - instr. (3:22)
6. Moon River (Cha Cha) - instr. (2:32)
7. Latin Golightly - instr. (3:05)
8. Something for Cat - instr. (4:48)
9. Loose Caboose – Part 1 (à la Cha Cha) (3:22)
10. Loose Caboose – Part 2 - instr. (2:11)
11. Moon River - Audrey Hepburn (2:03)
12. Meet the Doc - instr. (1:37)
13. An Exceptional Person - instr. (2:57)
14. You’re So Skinny - instr. (0:57)
15. Turkey Eggs - instr. (2:43)
16. Hub Caps and Tail Lights - instr. (2:19)
17. Rats and Super Rats - instr. (2:27)
18. The Hard Way - instr. (0:55)
19. Rusty Trawler - instr. (0:26)
20. Holly - instr. (1:56)
21. A Lovely Place - instr. (1:33)
22. Bermuda Nights - instr. (0:22)
23. The Big Heist - instr. (4:02)
24. After the Ball - instr. (1:14)
25. Just Like Holly - instr. (1:41)
26. Wait a Minute - instr. (0:44)
27. Feathers - instr. (1:14)
28. Let’s Eat - instr. (1:39)
29. Where’s the Cat? / End Title (Moon River) - instr. (3:50)

Bonus tracks
1. Moon River - Audrey Hepburn et guitare (1:38)
2. Moon River - version piano et guitare (1:38)
3. Moon River - version harmonica et guitare (1:36)
4. Meet the Doc - version sans orgue de Barbarie (1:37)
5. Piano Practice No. 1 - instr. (1:38)
6. Piano Practice No. 2 - instr. (1:48)
7. Piano Practice No. 3 - instr. (0:54)
8. Moon River (New York Version) - instr. (2:01)
9. Moon River (Whistling) (0:10)

## La célèbre petite robe noire

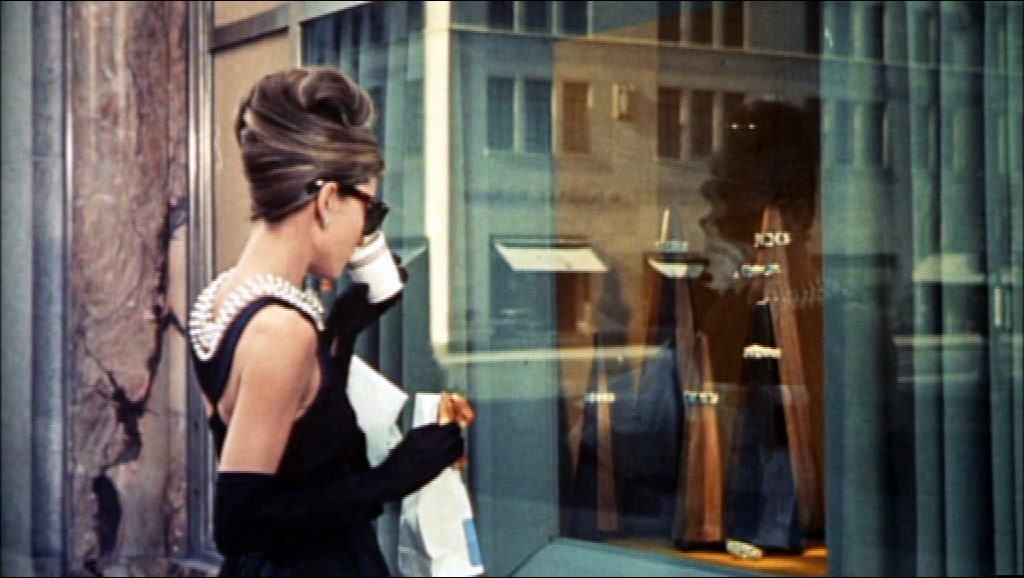
Audrey Hepburn, alias Holly Golightly, devant la vitrine Tiffany's.

La robe fourreau en satin noir que porte Audrey Hepburn au cours du générique de début (lorsque le personnage d'Holly Golightly mange un croissant devant une vitrine du magasin Tiffany & Co. sur la Cinquième Avenue) est l’œuvre du couturier français Hubert de Givenchy. Emblématique du style chic et sophistiqué new-yorkais, elle est considérée à ce titre comme l'une des plus célèbres de l'histoire du cinéma.
Audrey Hepburn était une proche amie de Givenchy, qui avait déjà créé ses costumes pour les films Sabrina (1954), Drôle de frimousse et Ariane (1957). C'est donc tout naturellement que l'actrice requiert sa participation au film de Blake Edwards.
Même si elle est passée à la postérité comme une « petite robe noire », il s'agit en fait d'une robe longue de soirée sans manches, agrémentée de longs gants. Trois exemplaires de la robe furent confectionnés, mais seulement deux d'entre eux furent réellement portés par Hepburn. L'une est aujourd'hui conservée dans les collections privées de la maison Givenchy, l'autre au musée du costume à Madrid. Le troisième modèle a été vendu aux enchères par la maison de ventes Christie's le 5 décembre 2006 et a atteint 467 200 £, soit environ 607 720 € — pour une estimation initiale de 70 000 £. Ce montant reste à ce jour un record pour un costume de cinéma. Les revenus tirés de la vente ont été reversés au fonds d'aide des enfants de la fondation Cité de la joie à Calcutta, à qui Givenchy avait initialement offert ce vêtement.
Une autre robe de Hepburn, la robe de cocktail rouge à pois, a été vendue aux enchères à New York pour 192 000 dollars (env. 137 000 €) en mai 2007.

## La caricature duJaponais
Dès la sortie du film, le jeu de Mickey Rooney dans le rôle de M. Yunioshi provoqua un malaise dans la communauté asiatique américaine, qui dénonça l'utilisation de clichés avilissants, voire racistes, et l'emploi d'un acteur non asiatique pour le rôle. Le producteur du film reconnaît lui-même son erreur d'avoir accepté le choix de Mickey Rooney et regrette la façon dont sont tournées les scènes où il apparaît. Pour la sortie en 2011 du film en Blu-Ray, la Paramount a intégré dans les bonus un documentaire intitulé M. Yunioshi : Un point de vue asiatique, qui développe largement ce repentir.

## Autour du film
- Truman Capote a déploré le choix d'Audrey Hepburn pour incarner son personnage, ayant écrit sa nouvelle en songeant à Marilyn Monroe. C'est d'ailleurs elle qui a d'abord été pressentie pour tenir le rôle d'Holly sous la direction de John Frankenheimer. Le rôle fut proposé à Kim Novak mais elle le refusa. Lorsque le choix des producteurs se porta finalement sur Audrey Hepburn, auréolée de son Oscar pour Vacances romaines et de ses nominations pour Sabrina et Au risque de se perdre, celle-ci, n'ayant jamais entendu parler de Frankenheimer, demanda que la réalisation soit confiée à quelqu'un d'autre[3].
- On note de nombreuses divergences entre la nouvelle et le film, notamment la fin originale « amère » de la première[9] où tout le monde perd la trace d'Holly après une dernière carte postale expédiée à « Fred » depuis l'Argentine. C'est le photographe japonais M. Yunioshi qui rapporte l'ultime indice de l'existence d'Holly : lors d'un reportage en Afrique, il a trouvé une sculpture sur bois à l'effigie d'Holly dans un village perdu de la brousse (« Totocul ») et n'a pu que la photographier, son propriétaire n'ayant pas voulu lui vendre.
- Les extérieurs ont été tournés à New York dans Manhattan, dont certaines scènes chez Tiffany & Co. Les séquences sur l'escalier extérieur de secours et celles finales sous la pluie ont été filmées dans les studios de la Paramount. C'était la première fois depuis le XIXe siècle que le joaillier Tiffany ouvrait un dimanche pour que le tournage puisse avoir lieu dans ses locaux[3]. Vingt agents de sécurité furent chargés de surveiller les figurants et techniciens qui circulaient au milieu de plusieurs millions de dollars de bijoux exposés. Aucun vol n'eut lieu[10].
- Audrey Hepburn a souvent affirmé que Holly (une call-girl) était le personnage le plus difficile qu'elle avait eu à jouer, Holly étant très extravertie au contraire de l'actrice : « Holly est tout le contraire de moi. Elle me fait peur. Ce rôle appelle un caractère extraverti. Or moi, je suis introvertie. […] C'est ce que j'ai fait de mieux, parce que c'est ce qu'il y a eu de plus dur[11]. »
- La chanson Moon River est rapidement devenue un standard de la chanson américaine, ayant été reprise par de nombreux artistes dont Louis Armstrong.
- On peut voir un extrait de ce film dans Dragon, L'histoire de Bruce Lee de Rob Cohen, dans la scène où Bruce Lee (Jason Scott Lee) et sa future femme Linda (Lauren Holly) vont ensemble au cinéma.
- Shirley MacLaine aurait refusé le rôle principal du film pour tourner dans le film La Rumeur, dans lequel elle a pour partenaire Audrey Hepburn[12].

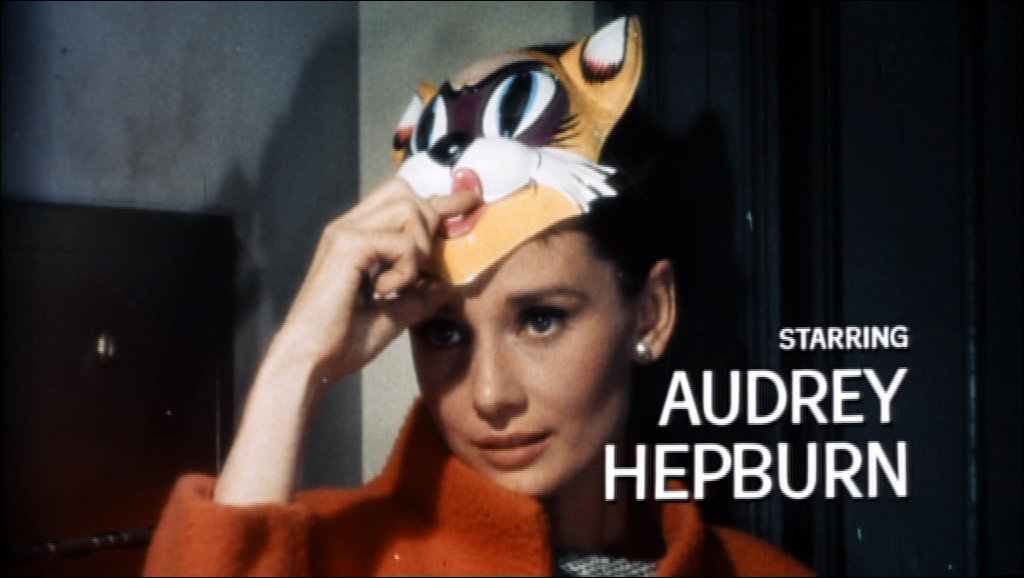
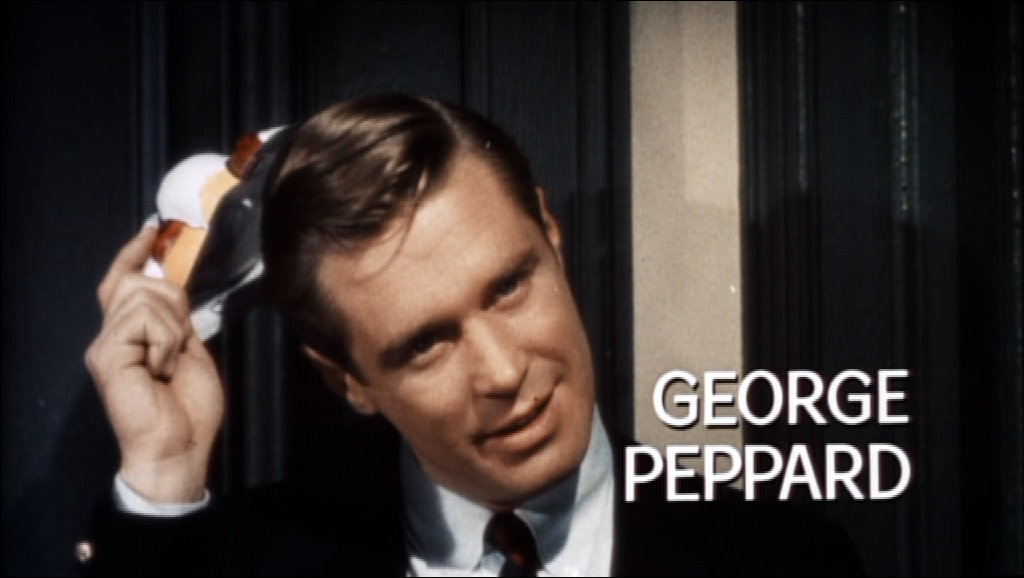
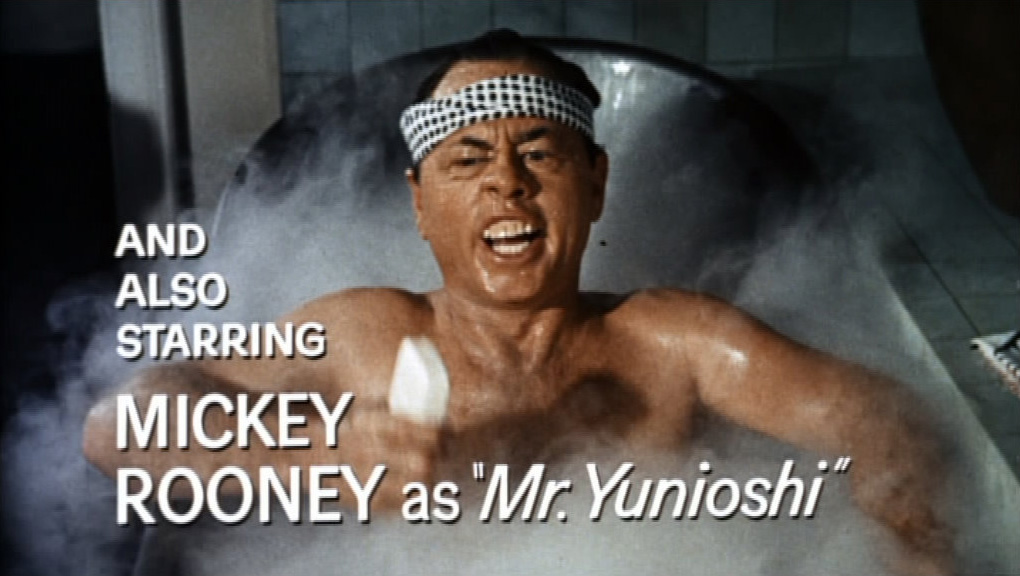
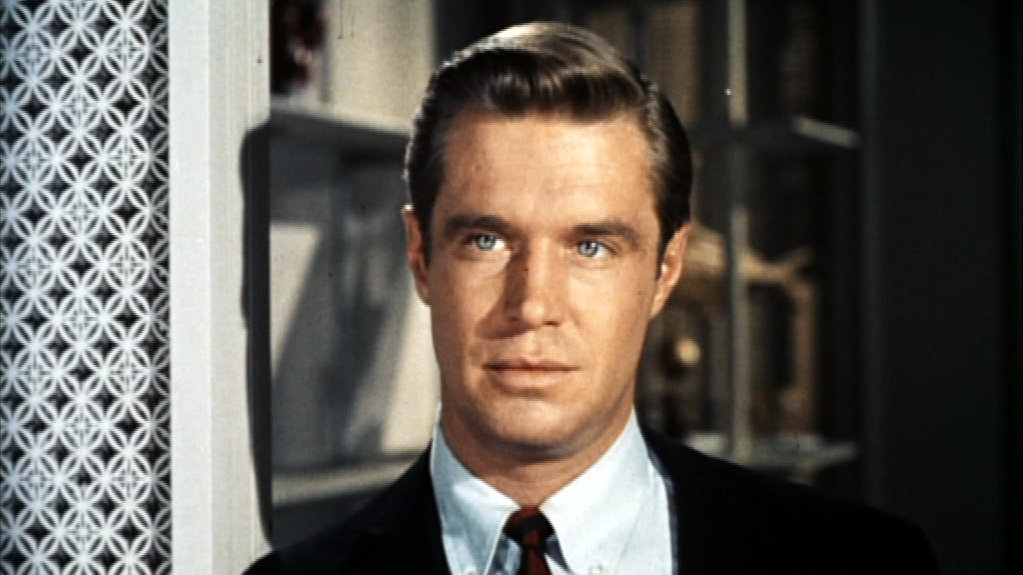
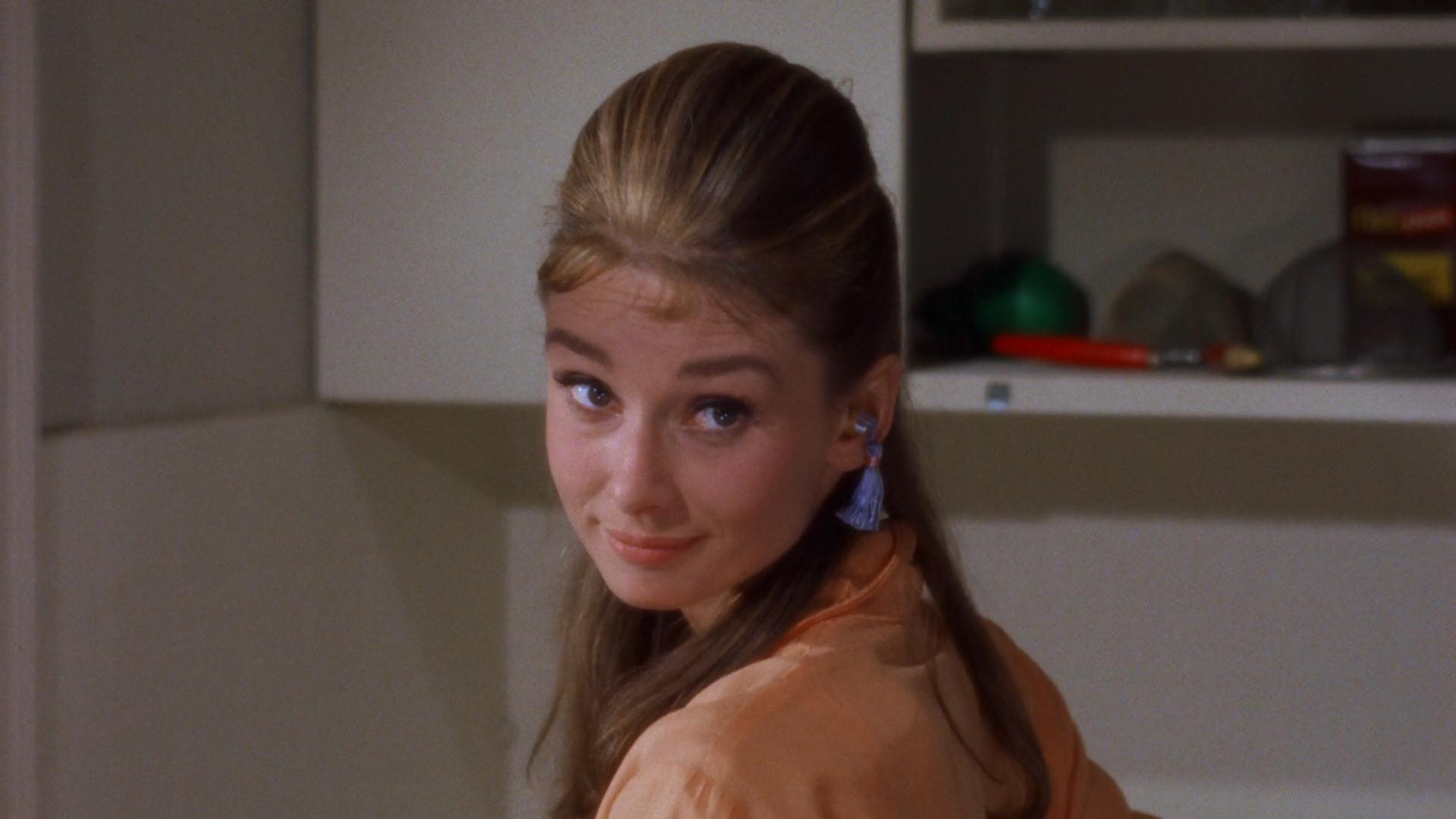
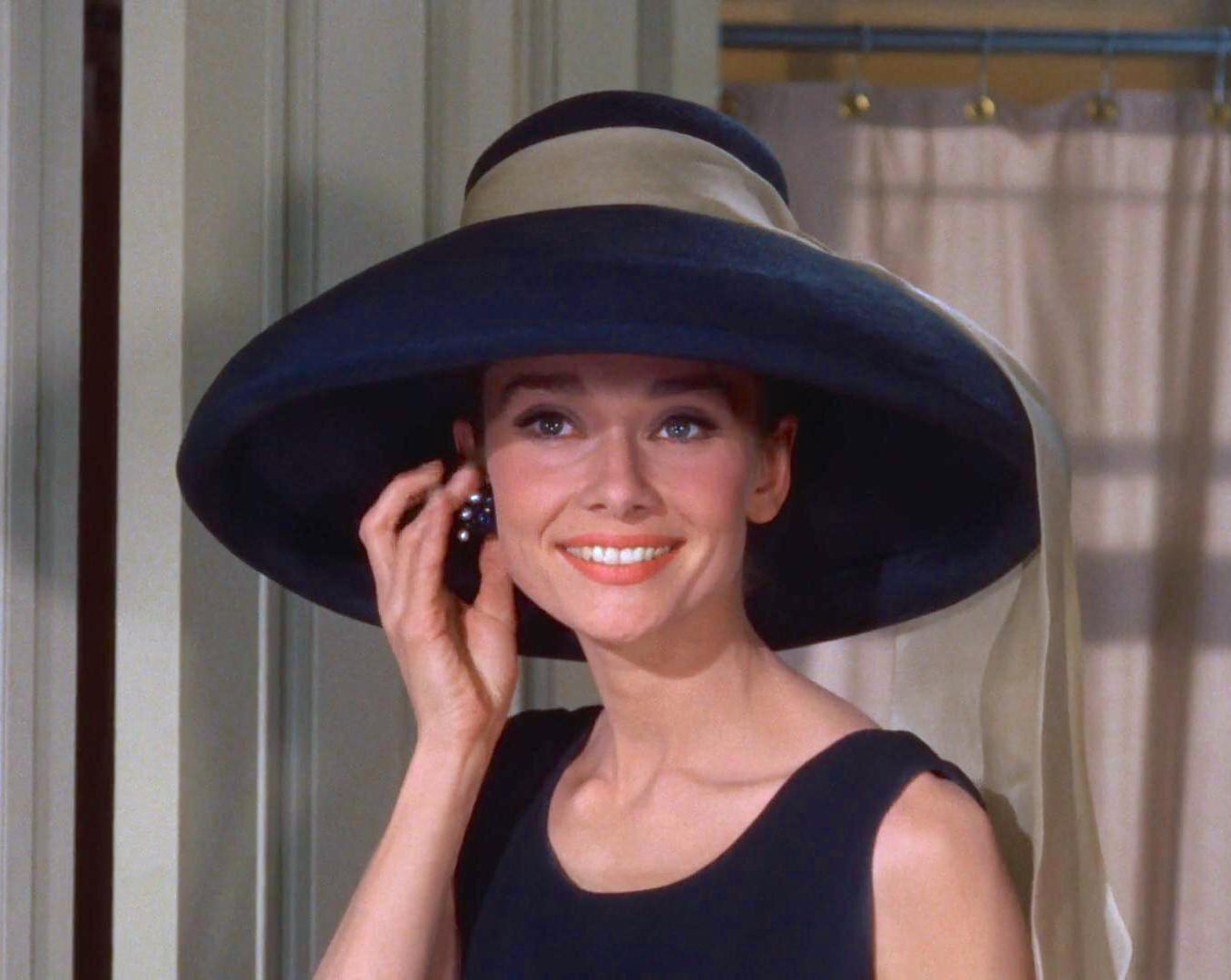
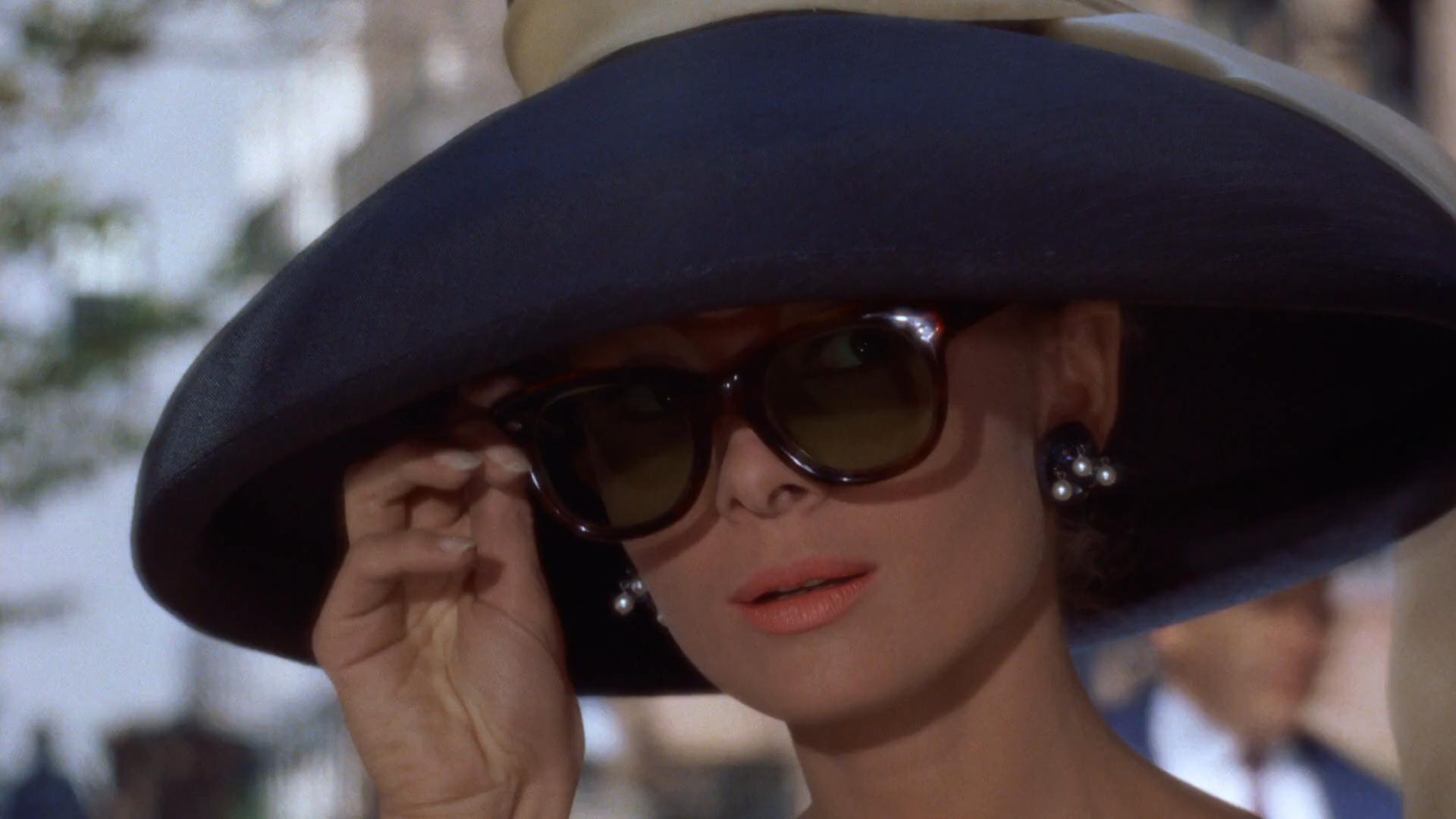
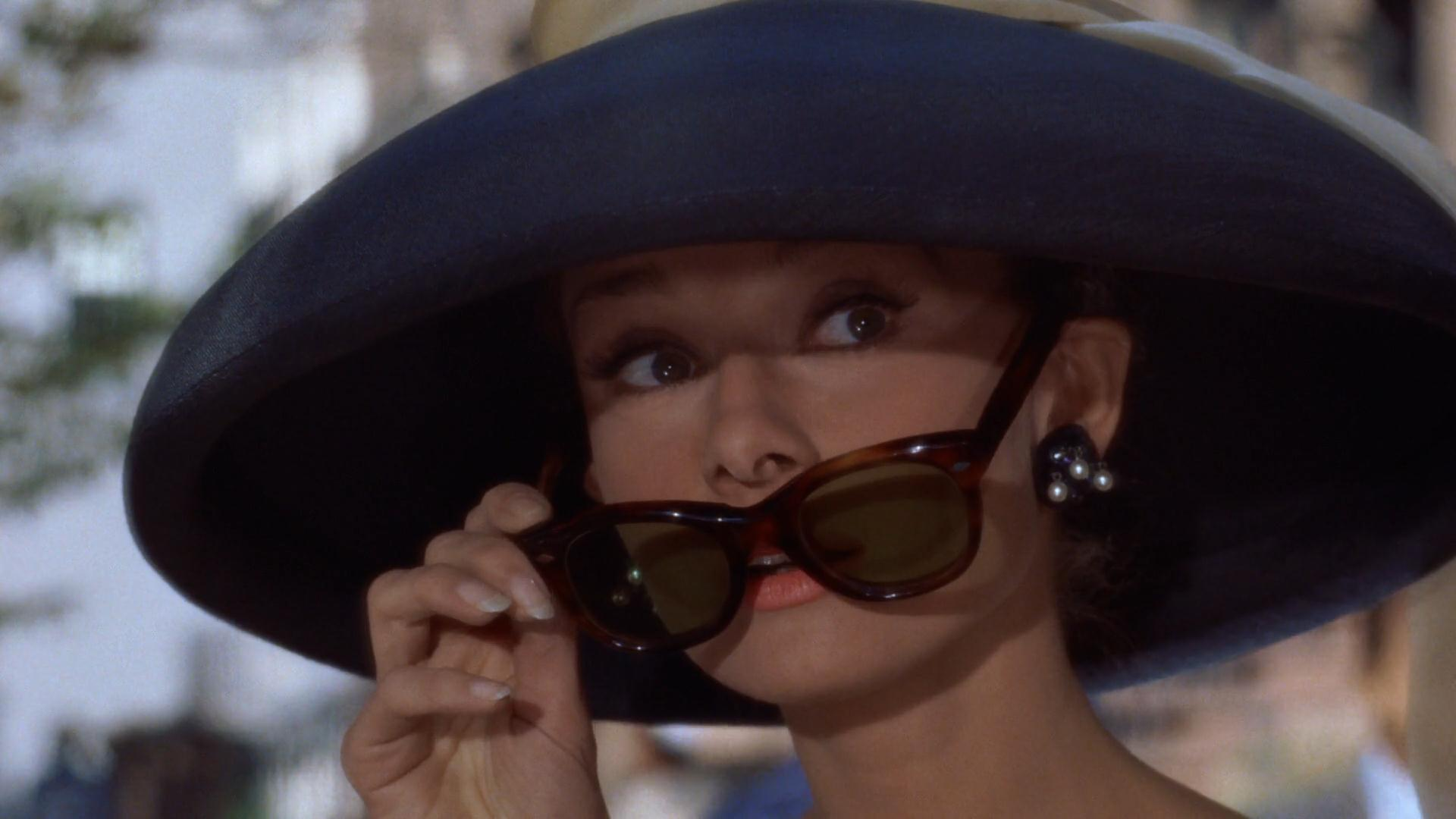
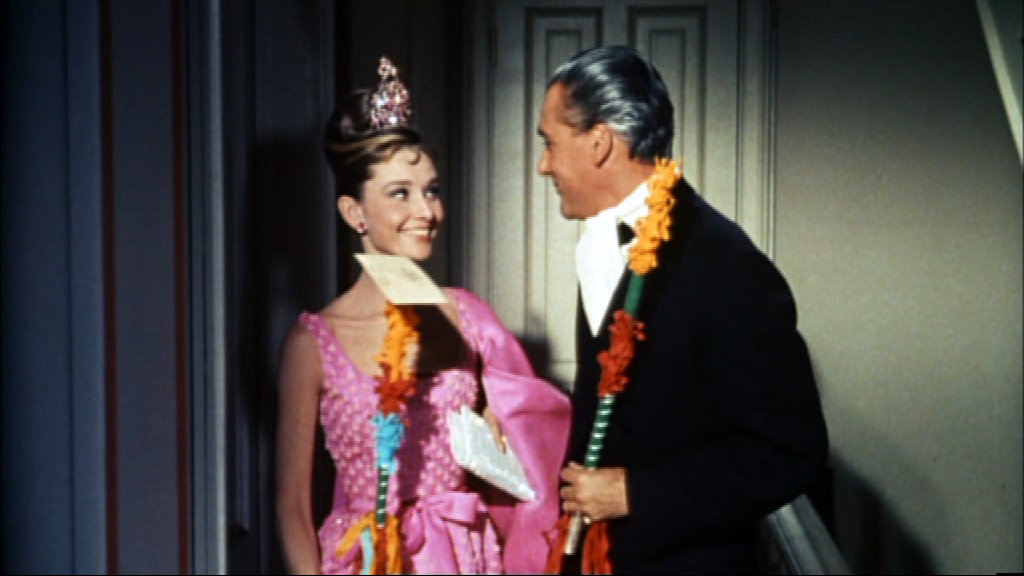
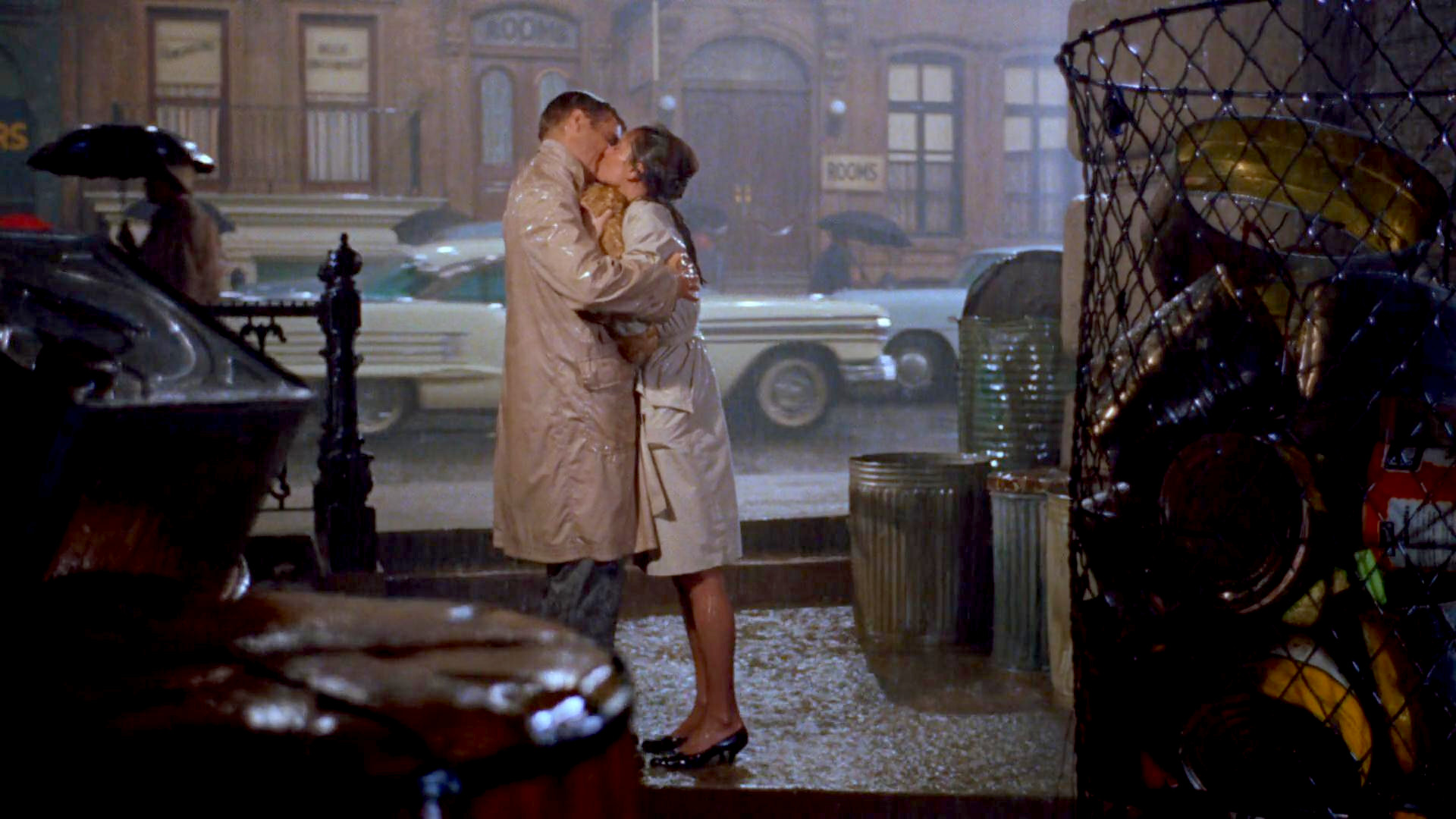

### Presse
- Dominique Deprêtre, « Truman Capote désapprouva le choix final de l'actrice », Soir Mag, Groupe Rossel, Bruxelles, 14 décembre 2013  (ISSN 1376-4853)